# Walter Wallberg
Walter Wallberg, född 24 mars 2000, är en svensk puckelpiståkare. Han vann OS-guld i Olympiska vinterspelen 2022 i Peking.  Detta var Sveriges första OS-medalj i puckelpist någonsin.